# SG Köndringen/Teningen
Die Spielgemeinschaft Köndringen/Teningen e. V. ist ein Handballverein aus den Orten Köndringen und Teningen.

## Geschichte
Die Spielgemeinschaft wurde am 30. Juli 1972 durch den Zusammenschluss der Handballabteilungen des TV Köndringen und des TuS Teningen gegründet.
Von da an spielte die Herrenmannschaft in der Oberliga, bis ihr 1981 der Aufstieg in die neue Regionalliga gelang. 1986 feierte die Mannschaft die Meisterschaft in der Regionalliga und stieg in die 2. Handball-Bundesliga auf. Die SG Köndringen/Teningen stieg jedoch gleich in ihrer ersten Zweitligasaison (1986/87) wieder in die Regionalliga ab. Bis zur Saison 1999/2000 konnte sich die Mannschaft in der Regionalliga halten, stieg dann aber in die Baden-Württemberg Oberliga ab. Nach nur einer Saison gelang der direkte Wiederaufstieg 2001 als Meister der Baden-Württemberg Oberliga in die Regionalliga Süd und in der darauf folgenden Saison (2001/02) wieder der direkte Abstieg. Erneut schaffte die Mannschaft, diesmal als Vizemeister, den direkten Aufstieg und konnte sich von (2003/04) bis (2017/18) in der Regionalliga Süd, die seit der Saison 2010/2011 in die neu formierte 3. Liga Süd überging, halten. Ab dem Abstieg gehörte die SG Köndringen/Teningenin der Oberliga Baden-Württemberg an. Im Jahr 2022 gewann die Herrenmannschaft die Oberligameisterschaft und kehrte in die 3. Liga zurück, aus der die Mannschaft ein Jahr später wieder abstieg.
Die Mannschaft konnte sich mehrmals für den DHB-Pokal qualifizieren. In den Spielzeiten 1988/1989, 1994/1995 und 2004/2005 konnte sogar das Achtelfinale erreicht werden. Hier schied die Mannschaft dann aber jeweils gegen einen Erstligisten aus.

## Teams

### 1. Herrenmannschaft
Die erste Mannschaft der SG Köndringen/Teningen wird seit der Saison 2022/23 von Jonas Eble trainiert.
| Nr. | Name              | Position |
| --- | ----------------- | -------- |
| 70  | Clément Gaudin    | TW       |
| 1   | Vincent Lutz      | TW       |
| 2   | Jan Keller        | RA       |
| 3   | Andreas Bühler    | R        |
| 5   | Sebastian Endres  | RM       |
| 6   | Lukas Zank        | LA       |
| 8   | Erik Böhle        | RA       |
| 9   | Axel Simak        | KM       |
| 10  | Connor Kriesch    | LA       |
| 11  | Fabrizio Spinner  | RL       |
| 13  | Jonas Meyer       | RL       |
| 17  | Maurice Bührer    | RR       |
| 22  | Marco Ebner       | KM       |
| 23  | Luis Ehret        | RA       |
| 24  | Pascal Bührer     | RM       |
| 55  | Maximilian Endres | LA       |

### 2. Herrenmannschaft
Die 2. Herrenmannschaft der SG Köndringen/Teningen wird von Manfred Chaumet trainiert und spielte in der Saison 2011/2012 in der Südbadenliga. Nach einem Jahr stieg die Mannschaft zum Ende der Saison 2011/12 wieder in die Landesliga ab, nachdem sie die Relegationsspiele gegen den TV Wolfach verloren hatten. In der Saison 2012/13 erreichte die Mannschaft den zweiten Platz und durfte an der Relegation zum Aufstieg in die Südbadenliga teilnehmen, unterlag jedoch der SG Kappelwindeck-Steinbach.

### 3. Herrenmannschaft
In der Saison 2023/2024 gelang der 3. Herrenmannschaft der SG Köndringen/Teningen der Aufstieg in die Bezirksliga.

### 1. Damenmannschaft
Die 1. Damenmannschaft wird von Michael Bühler trainiert und spielt seit der Saison 2013/2014 in der Bezirksklasse.

### Jugend
Die Jugendabteilung der SG Köndringen/Teningen umfasst bei den männlichen Jugendlichen eine A-, B-, C- und D-Jugend, bei den weiblichen eine A-, C- und D-Jugend sowie eine gemischte E-Jugend und die Minis.

#### A-Jugend männlich
Die A-Jugend der SG Köndringen/Teningen wird von Volker Schwark trainiert. Unter Wolfgang Ehrler gelang in der Saison 2011/12 die Qualifikation zur A-Jugend Handball-Bundesliga 2012/13, die sie auf dem 6. Rang beendete und sich somit für die Saison 2013/14 qualifiziert. Diese wurde mit dem 11. Platz abgeschlossen, der aber nicht zur Teilnahme an der A-Jugend Handball-Bundesliga 2014/15 berechtigt.

## Erfolge

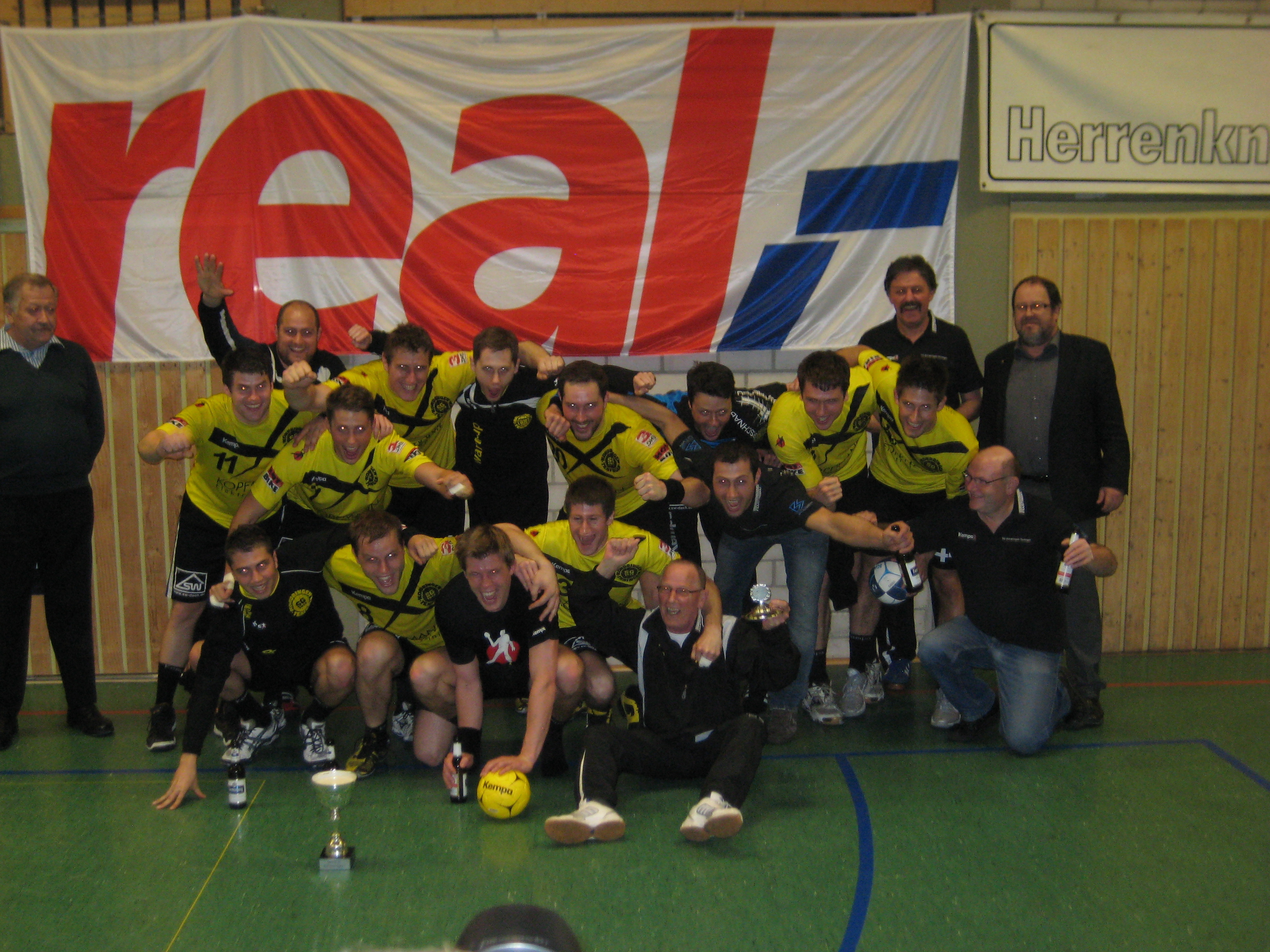
Die SG Köndringen/Teningen nach dem Sieg beim Final Four 2012 in Ottenheim

- Gewinn des Südbadischen Vereinspokals: 1979/1980, 1994/1995, 1999/2000–2005/2006, 2007/2008–2013/2014[11]
- DHB-Pokal, Erreichen des Achtelfinales:  1988/89, 1994/95, 2004/05
- Aufstieg in die 2. Bundesliga 1986
- Meisterschaft Regionalliga Süd 1986
- Meisterschaft Regionalliga Baden-Württemberg 2025
- Meisterschaft Oberliga: 1981, 2001, 2022

## Spielstätte
Die Heimspiele der SG Köndringen Teningen werden in der Ludwig-Jahn-Halle in Teningen ausgetragen.

## Bekannte ehemalige Spieler und Trainer
- Matthias Baur, Junioren Weltmeister 2009, Spieler beim französischen 2. Ligisten Istres Ouest Provence Handball
- Andreas Blank, ehemaliger Bundesligaspieler, u. a. beim VfL Pfullingen und der MT Melsungen
- Pascal Bührer, Bundesligaspieler bei der TSG Friesenheim
- Felix Danner, Spieler der Nationalmannschaft des DHB und Bundesligaspieler bei der MT Melsungen
- Domenico Ebner, Nationalspieler der italienischen Nationalmannschaft
- Wolfgang Ehrler, ehemaliger Bundesligaspieler und deutscher Vizemeister mit dem TuS Hofweier
- Ole Andersen, ehemaliger Nationaltrainer der Dänischen Nationalmannschaft
- Gerald Sandu, ehemaliger Bundesligaspieler bei der HSG Wetzlar
- Jens Schöngarth, Junioren Weltmeister 2009, Bundesligaspieler bei der TuS N-Lübbecke

## Fanclubs
Zwei Fanclubs unterstützen die SG Köndringen/Teningen bei ihren Heim- und Auswärtsspielen. Dies sind zum einen die länger bestehenden Fanatics und die 2010, aus handballbegeisterten Musikern, gegründeten Brass Balls.